# 1933年至1934年英格蘭足總盃
1933/34球季英格蘭足總盃（英語：FA Cup），是第59屆英格蘭足總盃，今屆賽事的冠軍是曼城，他們在決賽以2:1擊敗樸茨茅夫，奪得冠軍。本屆賽事繼續在舊溫布萊球場舉行。
曼城在去屆於決賽飲恨，今屆終成功奪標。

## 外部連結
1. 英格蘭足總盃官網Archive-It的存檔，存档日期2012-04-24
2. 英格蘭足總盃 歷屆冠軍（页面存档备份，存于）